# Вольф, Чарльз
Чарльз Вольф (точнее Вулф; англ. Charles Wolfe, 14 декабря 1791 — 21 февраля 1823) — ирландский поэт. Родился в Блакхолле (Blackhall) в графстве Килдар (Kildare). В 1809-14 гг. учился в дублинском Тринити-колледже. Стал священником в 1817 г. Умер от туберкулёза в возрасте 32 лет.
Известен главным образом благодаря короткой элегии на смерть генерала Джона Мура (1816), которая имела большой успех у романтиков. В 1825 г. переведена на русский язык И. Козловым под названием «На погребение английского генерала сира Джона Мура». А. С. Пушкин процитировал строки из этого стихотворения в первой главе «Путешествия в Арзрум», а юный Лермонтов написал в подражание элегии Вольфа стихотворение «В рядах стояли безмолвной толпой…»